# Amsoldingen
Amsoldingen is een gemeente en plaats in het Zwitserse kanton Bern, en maakt deel uit van het district Thun.
Amsoldingen telt 786 inwoners.